# Luigi Manfredi
Luigi Manfredi (Sant'Ilario Ligure, 2 gennaio 1896 – Campagna italiana di Russia, 28 gennaio 1943) è stato un militare italiano insignito della medaglia d'oro al valor militare alla memoria nel corso della seconda guerra mondiale.

## Biografia
Nacque a Sant'Ilario Ligure il 2 gennaio 1896, figlio di Giuseppe e Maria Crovetto. 
Ultimati gli studi classici nel Liceo di Mondovì, nel 1914 iniziò a frequentare la Regia Accademia Militare di Fanteria e Cavalleria di Modena e nel maggio 1915, all'atto dell'inizio delle ostilità con l'Impero austro-ungarico, conseguì la nomina a sottotenente dell'arma di fanteria, specialità alpini. Partecipò alla guerra sul fronte italiano con il 1º Reggimento alpini combattendo a Coston dei Laghi e a Monte Cimone, in Val d'Astico, dove rimase gravemente ferito nel maggio 1916 e venne fatto prigioniero dagli austro-ungarici. Nel dopoguerra, decorato con una medaglia d'argento al valor militare, e promosso al grado di capitano, frequentò il 58º corso della Scuola di guerra, al cui termine nel 1932 fu destinato al Comando della Divisione militare di Imperia e trasferito nel Corpo di Stato maggiore. Promosso maggiore a scelta nel dicembre dello stesso anno, venne assegnato al 7º Reggimento alpini assumendo il comando del battaglione alpini "Pieve di Cadore". Chiamato a prestare servizio al Comando del Corpo di Stato maggiore nell'aprile 1935, nel dicembre successivo fu assegnato con funzioni di capo di stato maggiore alla 5ª Divisione alpina "Pusteria", con la quale nel gennaio 1936 partiva per l'Africa Orientale. Rientrato in Italia nel 1937 fu promosso tenente colonnello a scelta speciale dal 1º luglio dello stesso anno, dopo essere stato addetto all'Ufficio operazioni dello Stato Maggiore del Regio Esercito. Promosso colonnello dal 1º gennaio 1941, nel maggio 1942 venne nominato comandante del 1º Reggimento alpini e nel luglio successivo, partì per l'Unione Sovietica al seguito della 4ª Divisione alpina "Cuneense" assegnata all'ARMIR. Cadde in combattimento il 28 gennaio 1943 e fu successivamente insignito della medaglia d'oro al valor militare alle memoria.